# Meistriliiga (2015)
Meistriliiga 2015 (znana jako A. Le Coq Premium liiga ze względów sponsorskich) – 25. edycja najwyższej klasy rozgrywkowej piłki nożnej w Estonii.
Brało w niej udział 10 drużyn, które w okresie od 6 marca do 7 listopada 2015 rozegrały 36 kolejek meczów. Obrońcą tytułu była Levadia Tallinn. Mistrzostwo po raz dziesiąty w historii zdobyła drużyna Flora Tallinn.

## Uczestniczące drużyny
| Uczestnicy poprzedniej edycji | Uczestnicy poprzedniej edycji | Uczestnicy poprzedniej edycji | Uczestnicy poprzedniej edycji |
| --- | ----------------------------- | ----------------------------- | ----------------------------- |
| LEV | Levadia Tallinn               | Tallinn                       | 1                             |
| SLK | JK Sillamäe Kalev             | Sillamäe                      | 2                             |
| FLO | Flora Tallinn                 | Tallinn                       | 3                             |
| NÕM | Nõmme Kalju                   | Tallinn                       | 4                             |
| INF | Tallinna FC Infonet           | Tallinn                       | 5                             |
| PAI | Paide Linnameeskond           | Paide                         | 6                             |
| TMT | Tartu JK Tammeka              | Tartu                         | 7                             |
| NVA | JK Narva Trans                | Narwa                         | 8                             |
| Awans z Esiliigi |                               |                               |                               |
| PÄR | Pärnu Linnameeskond           | Parnawa                       | 3                             |
| po barażach |                               |                               |                               |
| VTU | Viljandi Tulevik              | Viljandi                      | 5                             |
| Oznaczenia: - kolumna pierwsza – skróty nazw drużyn, - kolumna trzecia – siedziba klubu, - kolumna czwarta – miejsce zajęte w poprzednim sezonie. |                               |                               |                               |

## Tabela
| Lp. | Drużyna              | M  | Z  | R  | P  | B+ | B– | +/– | Pkt | Kwalifikacja lub spadek                     |
| --- | -------------------- | -- | -- | -- | -- | -- | -- | --- | --- | ------------------------------------------- |
| 1   | Flora Tallinn (M, P) | 36 | 27 | 3  | 6  | 72 | 24 | +48 | 84  | Liga Mistrzów UEFA • I runda kwalifikacyjna |
| 2   | Levadia Tallinn      | 36 | 22 | 10 | 4  | 78 | 32 | +46 | 76  | Liga Europy UEFA • I runda kwalifikacyjna   |
| 3   | Nõmme Kalju          | 36 | 22 | 5  | 9  | 69 | 36 | +33 | 71  | Liga Europy UEFA • I runda kwalifikacyjna   |
| 4   | Infonet Tallinn      | 36 | 17 | 11 | 8  | 50 | 32 | +18 | 62  | Liga Europy UEFA • I runda kwalifikacyjna   |
| 5   | Sillamäe Kalev       | 36 | 17 | 8  | 11 | 63 | 43 | +20 | 59  |                                             |
| 6   | Narva Trans          | 36 | 14 | 7  | 15 | 50 | 46 | +4  | 49  |                                             |
| 7   | Paide Linnameeskond  | 36 | 9  | 6  | 21 | 50 | 73 | −23 | 33  |                                             |
| 8   | Pärnu Linnameeskond  | 36 | 6  | 8  | 22 | 38 | 87 | −49 | 26  |                                             |
| 9   | Tartu Tammeka (B, O) | 36 | 7  | 4  | 25 | 39 | 96 | −57 | 25  | baraż o Meistriliiga                        |
| 10  | Viljandi Tulevik (S) | 36 | 6  | 4  | 26 | 35 | 75 | −40 | 22  | spadek do Esiliiga                          |

## Wyniki
| Gospodarz \ Gość    | FLO | INF | LEV | NAR | NÕM | PAI | PÄR | SIL | TAM | TUL | FLO | INF | LEV | NAR | NÕM | PAI | PÄR | SIL | TAM | TUL |
| ------------------- | --- | --- | --- | --- | --- | --- | --- | --- | --- | --- | --- | --- | --- | --- | --- | --- | --- | --- | --- | --- |
| Flora Tallinn       |     | 1–0 | 0–1 | 0–1 | 0–2 | 2–1 | 3–1 | 1–0 | 7–0 | 3–0 |     | 0–0 | 1–1 | 2–3 | 1–0 | 1–0 | 4–0 | 3–1 | 2–1 | 4–1 |
| Infonet Tallinn     | 0–2 |     | 1–2 | 3–0 | 1–0 | 2–3 | 2–0 | 1–0 | 2–2 | 2–0 | 0–1 |     | 2–2 | 3–0 | 2–2 | 1–0 | 1–1 | 3–1 | 4–2 | 2–1 |
| Levadia Tallinn     | 1–1 | 0–0 |     | 1–1 | 0–2 | 2–1 | 3–0 | 2–0 | 2–1 | 2–0 | 0–2 | 5–0 |     | 0–1 | 1–2 | 5–1 | 0–0 | 2–1 | 1–0 | 2–0 |
| Narva Trans         | 0–1 | 0–0 | 1–3 |     | 2–0 | 0–0 | 5–2 | 1–2 | 6–0 | 2–0 | 1–3 | 0–1 | 0–1 |     | 0–2 | 2–0 | 5–0 | 0–0 | 4–2 | 2–0 |
| Nõmme Kalju         | 2–0 | 1–0 | 1–2 | 4–1 |     | 2–1 | 1–0 | 0–2 | 3–0 | 6–2 | 0–2 | 1–1 | 0–0 | 1–1 |     | 1–0 | 4–3 | 2–1 | 1–0 | 4–0 |
| Paide Linnameeskond | 0–2 | 2–4 | 1–5 | 1–0 | 0–3 |     | 4–1 | 1–1 | 2–3 | 0–3 | 2–1 | 0–2 | 2–4 | 1–2 | 5–4 |     | 3–3 | 1–1 | 4–0 | 4–1 |
| Pärnu Linnameeskond | 1–2 | 0–2 | 2–2 | 0–1 | 0–3 | 2–2 |     | 1–6 | 4–2 | 2–1 | 1–5 | 0–4 | 0–5 | 2–2 | 2–1 | 0–1 |     | 1–2 | 0–1 | 1–0 |
| Sillamäe Kalev      | 1–2 | 0–0 | 3–3 | 1–0 | 2–3 | 4–1 | 0–0 |     | 4–0 | 2–1 | 0–1 | 1–0 | 2–2 | 2–0 | 0–4 | 1–0 | 3–3 |     | 4–1 | 2–1 |
| Tartu Tammeka       | 1–3 | 1–2 | 2–3 | 3–1 | 1–2 | 3–2 | 1–0 | 0–5 |     | 1–1 | 1–4 | 1–1 | 1–6 | 2–1 | 0–2 | 1–1 | 0–1 | 1–4 |     | 1–0 |
| Viljandi Tulevik    | 0–4 | 0–0 | 0–4 | 1–1 | 1–0 | 2–0 | 5–2 | 0–2 | 3–1 |     | 0–1 | 0–1 | 0–3 | 2–3 | 2–2 | 2–3 | 1–2 | 1–2 | 3–2 |     |

## Baraż o Meistriliiga
Tartu Tammeka wygrał 4-2 dwumecz z Kalev Tallinn szóstą drużyną Esiliiga o miejsce w Meistriliiga na sezon 2016.
| 18 listopada 2015 | Tartu Tammeka                                                               | 4:1   | Kalev Tallinn     |                                                         |
| 18:00             | Kaarel Kiidron 55' · Kristjan Tiirik 59' · Martin Hurt 64' · Andre Paju 89' | (0:0) | 54' Aleksei Larin | Tamme staadion, Tartu Widzów: 151 Sędzia: Kristo Tohver |

| 21 listopada 2015 | Kalev Tallinn   | 1:0   | Tartu Tammeka |                                                                |
| 12:00             | Gregor Wahl 50' | (0:0) |               | Stadion Centralny Kalevi, Tallinn Widzów: 54 Sędzia: Eiko Saar |

## Najlepsi strzelcy
| Bramki | Strzelcy             | Drużyna             |
| ------ | -------------------- | ------------------- |
| 24     | Ingemar Teever       | Levadia Tallinn     |
| 19     | Jarosław Kwasow      | Sillamäe Kalev      |
| 17     | Wiaczesław Zahovaiko | Paide Linnameeskond |
| 16     | Ats Purje            | Nõmme Kalju         |
| 16     | Rauno Sappinen       | Flora Tallinn       |
| 13     | Vitālijs Ziļs        | Narva Trans         |
| 12     | Vladislavs Kozlovs   | Infonet Tallinn     |
| 11     | Taavi Laurits        | Pärnu Linnameeskond |
| 11     | Siim Luts            | Levadia Tallinn     |
| 11     | Tarmo Neemelo        | Nõmme Kalju         |
| 11     | Hidetoshi Wakui      | Nõmme Kalju         |

Źródło:

## Stadiony
| Flora Tallinn   |
| --------------- |
| A. Le Coq Arena |
|                 |

| Infonet Tallinn            |
| -------------------------- |
| Infoneti Lasnamäe staadion |
|                            |

| Levadia Tallinn  |
| ---------------- |
| Stadion Kadriorg |
|                  |

| Narva Trans               |
| ------------------------- |
| Narva Kreenholmi staadion |
|                           |

| Nõmme Kalju   |
| ------------- |
| Hiiu staadion |
|               |

| Paide Linnameeskond           |
| ----------------------------- |
| Stadion Paide Ühisgümnaasiumi |
|                               |

| Pärnu Linnameeskond |
| ------------------- |
| Raeküla staadion    |
|                     |

| Sillamäe Kalev         |
| ---------------------- |
| Stadion Sillamäe Kalev |
|                        |

| Tartu Tammeka  |
| -------------- |
| Tamme staadion |
|                |

| Viljandi Tulevik       |
| ---------------------- |
| Viljandi linnastaadion |
|                        |

Źródło: